# Giovanni Gherardini
Giovanni Gherardini (Milà, 27 de maig de 1778 - Milà, 8 de gener de 1861) va ser un llibretista i lexicògraf italià, encara que havia estudiat medicina.
Especialment famós per escriure el llibret de La gazza ladra de Gioachino Rossini, i també per haver escrit el llibre Lexicografia italiana (1843).